# Абсолютно всичко
„Абсолютно всичко“ (на английски: Absolutely Anything) е британски научнофантастична комедия от 2015 г.
Това е първият филм, режисиран от Тери Джоунс, след „The Wind in the Willows“ (1996) и първият след „Смисълът на живота според Монти Пайтън“ (1983), в който участват всички живи членове на Монти Пайтън – Джон Клийз, Ерик Айдъл, Тери Джоунс, Майкъл Пейлин и Тери Гилиъм озвучават извънземните. „Absolutely Anything“ е също последният филм с участието на Робин Уилямс, който озвучава кучето Денис.

## Актьорски състав
| Актьор          | Роля                  |
| --------------- | --------------------- |
| Саймън Пег      | Нийл Кларк            |
| Кейт Бекинсейл  | Катрин                |
| Санджийв Баскар | Рей                   |
| Роб Ригъл       | Грант                 |
| Робърт Батхърст | Джеймс                |
| Еди Изард       | директор на училището |
| Джоана Лъмли    | Фенела                |
| Ема Пиърсън     | г-ца Прингъл          |
| Мира Сял        | Фиона                 |
| Робин Уилямс    | кучето Денис          |
| Джон Клийз      | извънземни            |
| Ерик Айдъл      | извънземни            |
| Тери Джоунс     | извънземни            |
| Майкъл Пейлин   | извънземни            |
| Тери Гилиъм     | извънземни            |